# Illegimitation
Illegimitation è una raccolta del gruppo musicale tedesco Obscura, pubblicata tramite crowdfunding il 1 marzo 2012 dalla Voice of the Soul Records.

## Descrizione
La raccolta è composta da il primo demo della band Illegimitation, tre tracce dal periodo di preproduzione di Cosmogenesis e tre cover registrate in occasione della pubblicazione dell'album.

## Tracce
1. ...and All Will Come to an End (strumentale) – 2:57
2. Crucified – 4:23
3. Fear – 4:36
4. Immanent Desaster – 6:02
5. Incarnated – 5:20
6. Open the Gates – 2:41
7. Headworm – 4:46
8. Flesh and the Power It Holds – 8:07 – cover dei Death
9. Piece of Time – 4:28 – cover degli Atheist
10. How Could I? – 4:50 – cover dei Cynic

## Formazione

### 2003
- Martin Ketzer - voce, basso
- Steffen Kummerer - chitarra
- Armin Seitz - chitarra
- Jonas Baumgartl - batteria, violoncello (Immanent Desaster)

### 2006
- Steffen Kummerer - voce, chitarra
- Markus Lempsch - chitarra, voce addizionale
- Jonas Fischer - basso
- Jonas Baumgartl - batteria

### 2011
- Steffen Kummerer - voce, chitarra
- Christian Muenzner - chitarra
- Linus Klausenitzer - basso, basso fretless
- Hannes Grossmann - batteria

## Illegimitation (demo)
Illegimitation è il primo demo del gruppo musicale tedesco Obscura, pubblicato autonomamente in versione ultra-limitata nel 2003. Verrà poi rimasterizzato e inserito nella raccolta, pubblicata nel 2012 dalla Voice of the Soul Records, recante lo stesso titolo: Illegimitation.

## L'album
Registrato nell'allora studio di registrazione del loro futuro collaboratore di lungo corso V. Santura e, pubblicato in sole 25 copie riservate esclusivamente ai conoscenti della band.
Testimonia il genere suonato agli albori dal gruppo: un mix di brutal, black e, il più classico dei death metal con qualche sperimentalismo qua e là.

## Tracce
1. ...and All Will Come to an End (strumentale) – 2:57
2. Crucified – 4:23
3. Fear – 4:36
4. Immanent Desaster – 6:02

## Formazione
- Martin Ketzer - voce, basso
- Steffen Kummerer - chitarra
- Armin Seitz - chitarra
- Jonas Baumgartl - batteria, violoncello (Immanent Desaster)